# Precettazione
Col termine precettazione s'intende, ai sensi della legge italiana, il provvedimento amministrativo straordinario col quale la competente autorità impone la limitazione di uno sciopero.
Il provvedimento è attualmente regolamentato in Italia dalla legge 12 giugno 1990, n. 146, modificata dalla legge 11 aprile 2000, n. 83. In precedenza, oltre ad accordi e codici di autoregolamentazione, e oltre all'art. 20 del Testo Unico delle leggi comunali e provinciali n. 383/1934, vigevano disposizioni particolari limitate a determinati settori. L'art. 2 del R.d. 18.6.1931, n. 773, Testo unico delle leggi di pubblica sicurezza è stato invece dichiarato incostituzionale nel 1961.
Il potere di precettazione è attribuito al Presidente del Consiglio dei Ministri o a un Ministro da lui delegato per i conflitti di rilevanza nazionale o interregionale, e al Prefetto per i conflitti di ambito più ristretto.

## Obiettivi della precettazione

Inizio anni '90: manifestazione contro la precettazione dei ferrovieri alla Stazione centrale di Milano, sui binari Luigi Cipriani.

La legge 146/1990 si prefigge di coniugare il diritto di sciopero (art. 40) con i diritti di godimento della persona, entrambi contemplati nella Costituzione (artt. 1 e 2). Il citato art. 40 recita che "il diritto di sciopero si esercita nell'ambito delle leggi che lo regolano".
Trattandosi entrambi di diritti costituzionali, la normativa deve tentare una conciliazione, ponendoli in un piano paritetico, senza privilegiare in linea di principio la tutela della pubblica utilità al diritto di sciopero.
La valutazione non dipende dal numero di cittadini e di lavoratori che subiscano rispettivamente una lesione dei diritti di godimento e di sciopero (inconsistenza dell'argomento numerico).
L'ordinanza di precettazione viene adottata ogni volta in cui ci sia il "fondato pericolo di pregiudizio grave e imminente ai diritti della persona costituzionalmente garantiti" derivante dall'interruzione o dall'alterazione del funzionamento del servizio.

## Ambiti di applicazione
La nuova legge si applica ai servizi essenziali di pubblica utilità, e si estende per espressa previsione anche ai “lavoratori autonomi, professionisti o piccoli imprenditori”, quindi a privati che gestiscano tali servizi. Dunque, la precettazione non ha un ambito di applicazione circoscritto e può riguardare le imprese, non solo i lavoratori.
Nei casi di inosservanza può comportare per il contravvenente da una sanzione pecuniaria, per ogni giorno di violazione, fino all'arresto per interruzione di pubblico servizio.

### Servizi essenziali di pubblica utilità

#### Definizione generale
Il servizio di pubblica utilità, o la "prestazione indispensabile", sono definiti dalla natura del servizio, e da un bisogno della collettività, non dalla proprietà della persona giuridica che lo eroga. Non c'è sovrapposizione fra settore pubblico e servizi di pubblica utilità. Sono servizi pubblici essenziali quelli volti a garantire il godimento dei diritti della persona costituzionalmente tutelati, indicati tassativamente all'art. 1 della legge 146 (vita, libertà, assistenza e previdenza sociale, libertà di comunicazione, di circolazione, istruzione, informazione).
L'interruzione di pubblico servizio e la precettazione interessano non solamente i dipendenti pubblici, ma anche di aziende private, quali società di trasporto o servizi postali che sono state privatizzate in un secondo momento, restando soggette all'obbligo di garantire dei servizi minimi.

#### Soggetti che definiscono i servizi pubblici essenziali
Tale imposizione può essere effettuata qualora lo sciopero comporti l'indisponibilità di servizi pubblici essenziali: sicurezza, salute, alimentazione, trasporti. La n. 83 del 2000 definisce servizi pubblici essenziali anche l'assistenza e previdenza sociale, l'istruzione e la libertà di comunicazione. L'elencazione è tassativa, ma non esaustiva, continuando la legge a demandare alle parti sociali la definizione di ulteriori ambiti.
La contrattazione collettiva può individuare ambiti completamente nuovi di servizi da garantire e meglio specificare le prestazioni indispensabili per gli ambiti indicati dalla normativa e dalla contrattazione stessa.
La Commissione di Garanzia muove nell'ambito delle aree specificate dalla legge e dalla contrattazione collettiva, potendo indicare modalità attuative e garanzie minime negli ambiti da queste indicate.

### Sciopero e serrata
Propriamente, l'interruzione di servizio si definisce sciopero se avviene da parte dei lavoratori dipendenti, e serrata se riguarda le imprese.
Mentre lo sciopero è un diritto, la serrata di un'unità produttiva, un taxi o un negozio è un atto comunque illegale, sanzionabile anche in assenza di precettazione. Nei confronti di tali atti, intervengono gli stessi organi e sanzioni interessati dalla precettazione dei lavoratori in sciopero.
Da più parti si elevano critiche in merito all'infondatezza giuridica della precettazione di un'attività imprenditoriale.
La precettazione opera di volta in volta nello specifico caso in esame, dichiarando illegittima una certa data, luogo o modalità di sciopero.
In presenza di una serrata, la precettazione è un provvedimento che inutilmente ribadisce l'illegittimità di un atto, che per conto proprio non è legale.
Oltreché ridondante può rivelarsi errata, essendo la precettazione un provvedimento discrezionale dell'autorità. Se diventa il riferimento giuridico per stabilire la legittimità di una serrata, la non-precettazione finisce per eliminare le conseguenze legali di una protesta illecita.
L'equiparazione dell'interruzione di pubblico servizio nel caso di lavoro dipendente e di attività imprenditoriale, estende de facto a quest'ultima il diritto di sciopero.
In quest'ultimo caso, la precettazione di una serrata è l'atto che garantisce servizi minimi essenziali, da parte di imprese private, a fronte di una protesta legittima.

### Precettazione di imprese con rapporti di lavoro dipendente
L'estensione del diritto di sciopero alle attività imprenditoriali, ha conseguenze differenti se l'attività imprenditoriale è legata a contratti di lavoro dipendente (a termine o a tempo indeterminato).
In questo caso, l'esercizio di un presunto diritto di sciopero, o comunque di una protesta da parte del datore, obbliga anche i dipendenti e/o eventuali soci ad astenersi dal lavoro, e lede da un lato il diritto allo sciopero come libera adesione e gli obblighi di continuità operativa derivanti dal contratto di lavoro. Se per esempio chiude un'unità produttiva, la sede di lavoro di una società di servizi, i dipendenti e/o soci possono trovare impedimento alla loro attività lavorativa.
La legge impone che ai lavoratori debba comunque essere corrisposta la retribuzione giornaliera, per un'assenza dal posto di lavoro che dipende da cause di forza maggiore.

## Obblighi di informativa

### Informativa ai datori di lavoro e autorità
I sindacati devono comunicare la data dello sciopero con un preavviso di almeno dieci giorni (art. 2, comma 5), e indicare nel comunicato la durata dello sciopero (art. 2, comma 1).
Con la 83 del 2000 sono tenuti anche a indicare motivazioni e modalità di attuazione. Il comunicato deve essere in forma scritta, trasmesso in duplice copia conforme al datore e alla Commissione italiana di garanzia per l'attuazione della legge sullo sciopero nei servizi pubblici.

### Informativa ai cittadini
La precettazione deve essere portata a conoscenza dei destinatari e dell'utenza, e deve essere emessa entro 48 ore dall'inizio dello sciopero.

## Obblighi di conciliazione
Propriamente, non si tratta di un comunicato dello sciopero, ma di "un'intenzione", in quanto lo sciopero è illegittimo se avviene senza aver esperito i tentativi di conciliazione.
Il Presidente del Consiglio, un ministro delegato, o un prefetto solamente per gli scioperi di rilevanza regionale, devono prima fare un tentativo di conciliazione con datore di lavoro e sindacati (art. 8, 146/1990).
Con la n.83 del 2000, datore e sindacati sono invitati a svolgere un primo tentativo di conciliazione, del quale possono non avvalersi. Se le parti non giungono a una revoca dello sciopero, o rifiutano di incontrarsi, interviene la mediazione politica: comune, prefettura, o Ministero del Lavoro, per la rispettiva competenza territoriale, hanno l'obbligo di convocare, e le parti di presentarsi. Le procedure di conciliazione sono esperite prima della proclamazione dello sciopero.
Il termine minimo per esperire i tentativi di conciliazione è di cinque giorni.

## Conferma dello sciopero, precettazione e designazione dei sostituti
Terminati i tentativi, i sindacati possono dare conferma dello sciopero, con un preavviso di almeno dieci giorni. La 83/2000 allunga i tempi dello sciopero perché introduce un preavviso di quindici, dieci prima della conferma, al quale si somma quello di cinque giorni per i tentativi di conciliazione, obbligatori prima della proclamazione.
In questo periodo, i lavoratori iscritti ai sindacati che hanno indetto/aderiscono allo sciopero, possono indicare la loro intenzione di partecipare o meno.
Successivamente, le autorità citate, hanno il potere di disporre un'ordinanza di precettazione (art. 8, 146/1990), in base al "principio di pregiudizio grave e imminente ai diritti della persona, della persona costituzionalmente tutelati, [...] cagionato dall'interruzione o dalla alterazione del funzionamento dei servizi pubblici" (art. 9), e la garanzia dei bisogni fondamentali del cittadino. L'ordinanza può essere nominativa, o riguardare la generalità degli appartenenti a una categoria, con limitazione di luogo, data e oggetto dello sciopero.
La Commissione di Garanzia sugli scioperi, può richiedere a queste autorità di firmare un'ordinanza di precettazione.
Poiché l'autorità pubblica ha un ruolo di mediazione fra le parti sociali, non può ingiungere, ma chiedere al datore di precettare dei dipendenti. Il datore può scegliere in questo senso di astenersi da ulteriori scontri con la controparte sindacale. Sentito o meno il datore di lavoro, l'autorità può operare però una precettazione nominativa, rivolta ad alcuni lavoratori in particolare.
Differente è la disciplina per i datori di lavoro. Nel settore pubblico, il dirigente può procedere d'ufficio, anche in assenza di un'ordinanza di precettazione, mentre il datore di lavoro di azienda privata può chiedere gli aderenti e comandare al servizio alcuni dipendenti, con delibera che integra e segue la precettazione.
A seguito di una precettazione, di iniziativa propria o dell'autorità, il datore di lavoro deve preventivamente comunicare i servizi minimi da garantire e le esigenze di organico, richiedere ai dipendenti di manifestare la loro volontà di aderire allo sciopero e, fra questi, decidere in seguito i nominativi delle persone obbligate a presentarsi.
Il datore deve comunicare per iscritto ai lavoratori la precettazione, almeno cinque giorni prima dell'effettuazione dello sciopero.
Entro il giorno successivo alla comunicazione, i lavoratori precettati possono confermare la loro intenzione di aderire allo sciopero e chiedere la sostituzione, suggerendo eventualmente un nominativo. Se il datore non trova un sostituto prima dello sciopero, ne dà notizia al dipendente, che viene comandato nuovamente al servizio.
I dipendenti precettati non rispondono del fatto che in sede di sciopero il sostituto designato, suggerito da questi e nominato dal datore di lavoro, non si presenti in servizio.
I sostituti devono essere scelti fra persone iscritte a sindacato non aderente allo sciopero, oppure fra i colleghi, iscritti o meno a una rappresentanza sindacale, che hanno dichiarato di non voler aderire.
Prima dello sciopero, ove i tempi del rito del lavoro lo consentano, o successivamente, il lavoratore può richiedere l'annullamento della precettazione e delle relative sanzioni, dimostrando che il datore poteva sostituirlo con altro collega, senza una minore copertura dei servizi minimi garantiti.
Sulla base di queste indicazioni, il datore predispone e pubblica un piano per limitare al minimo i disagi.
Riepilogando:
-facoltà di trattativa diretta fra sindacati e datore di lavoro;

-mediazione pubblica obbligatoria; tempo di cinque giorni per le prime due fasi;

-proclamazione dello sciopero con preavviso di ulteriori dieci giorni;

-obbligo di produrre l'elenco degli aderenti, su richiesta dell'autorità pubblica o del datore di lavoro;

-obbligo dell'autorità pubblica o datore di lavoro richiedente di indicare a sua volta i servizi che intende garantire, e la composizione dell'organico necessaria;

-precettazione entro 2 giorni dallo sciopero se decisa dall'autorità pubblica, entro cinque se dal datore di lavoro;

-il datore di lavoro/dirigente pubblico può agire di ufficio; il datore di aziende private può richiedere gli aderenti e comandare al servizio, solo a seguito di ordinanza di precettazione.

## Verifica dell'ordinanza
L'applicazione dell'ordinanza viene verificata dagli uffici del prefetto, che hanno il compito di rilevare le modalità e i nominativi degli scioperanti. Dove presente, la prefettura può acquisire i nominativi dal datore di lavoro. Le sanzioni sono poi deliberate dalla Commissione di Garanzia istituita dalla legge. L'incertezza dei nominativi è motivo di nullità della sanzione; l'elenco degli aderenti non ha valore probatorio, in quanto attesta un'intenzione antecedente lo sciopero, non l'effettiva partecipazione.

## Divieto di sostituzione e licenziamento degli scioperanti
L'obbligo di garantire un servizio minimo essenziale non introduce una fattispecie di applicazione in deroga che autorizza il datore a sostituire gli scioperanti con personale esterno all'azienda. In questo modo, il diritto dei cittadini ai servizi essenziali è posto a un livello paritetico al diritto di sciopero.
Come nello sciopero che non è oggetto di precettazione, il datore può sostituire gli scioperanti con personale che è già alle dipendenze dall'azienda.
La norma vale anche nel caso in cui il giorno dello sciopero le risorse effettivamente presenti siano inferiori alle previsione; vale anche se, in altre parole, dipendenti che avevano dichiarato di non aderire, ed erano sostituti designati, risultino in sciopero o in malattia.
L'assunzione di personale a termine, nei giorni che intercorrono fra le trattative, il preavviso e la data effettiva dello sciopero, costituisce condotta antisindacale.

In tutte queste casistiche, la sostituzione o licenziamento dello scioperante è condotta antisindacale (art. 28, Statuto dei lavoratori). Il diritto di sciopero è anche soggetto ad obblighi e limitazioni regolati dalla legge. La giurisprudenza storicamente si è pronunciata in modo radicalmente differenziato rispetto ai casi di sostituzione e di licenziamento di lavoratori assenti dal servizio durante uno sciopero legittimo, e gli assenti durante uno sciopero illegittimo, quale è quello svolto nonostante un preavviso di precettazione (Cassazione, n. 14157 agosto 2012)).

Nella misura in cui la precettazione formalmente impone al datore di garantire un servizio, in quanto titolare di un'attività avente carattere di servizio essenziale di pubblica utilità ovvero di interesse economico generale, essa formalmente è in primo luogo rivolta al datore cui "ordina di ordinare" ai dipendenti la presenta in servizio. 

Quando anche la precettazione diviene nominativa, l'autorità può indicare singoli nomi soltanto a seguito di indicazione del datore, ragione per cui lo stesso atto di precettazione manifesta in forma scritta la volontà e un ordine del titolare, ben noto ai dipendenti: in quanto insubordinazione contrattuale ad ordini del datore (impartìti non in violazione di leggi, ma peraltro in loro attuazione), la violazione di una precettazione nominativa e non, è giusta causa di licenziamento senza preavviso, tenuto conto del profilo penale a carico dei lavoratori inadempienti (cosa che manifesta la gravità del fatto), del danno di immagine recato al datore presso la clientela e del danno patrimoniale: la legge impone sanzioni pecuniarie e interdittive al datore incapace di garantire il servizio), cui si aggiungono i rimborsi già previsti o i risarcimenti danni chiesti dagli gli utenti. 

Inoltre, a prescindere dalla presenza di una volontà diretta del datore in merito alla ripresa del servizio, il lavoratore in quanto cittadino è tenuto al rispetto delle leggi e dei provvedimenti di un'autorità amministrativa: la violazione (consapevole) di leggi e ordini dell'autorità viola gli obblighi di diligenza, correttezza, ragionevolezza e buona fede previsti per legge nel rapporto di lavoro, quanto e più della violazione di contratti collettivi, regolamenti aziendali o ordini orali del datore.

## Identificazione delle prestazioni indispensabili
La 146/1990 delega alla contrattazione fra sindacati e imprenditori, e alle autoregolamentazioni, l'individuazione dei servizi di pubblica utilità, e delle modalità (orari, copertura territoriale, etc.) in cui devono essere garantiti. La normativa non dà nemmeno delle macroaree che debbano poi essere meglio descritte nei Contratti Collettivi Nazionali, sebbene questi servizi non riguardino singolarmente o principalmente una categoria di lavoratori, ma l'intera collettività.
La Commissione di Garanzia verifica a posteriori la legittimità degli accordi. Con la 83 del 2000, se li ritiene inadeguati, può adottare una regolamentazione provvisoria, che individua le prestazioni indispensabili, le modalità di conciliazione e gli intervalli minimi fra gli scioperi. Le parti devono attenersi al regolamento per la data oggetto dello sciopero e fino a loro accordo definitivo.
Gli accordi del 1999 hanno identificato nel trasporto per la scuola dell'obbligo, dalle elementari alle superiori, un servizio essenziale da garantire.

## Sistema sanzionatorio
Il regime sanzionatorio è disciplinato dalle citate 146/90, art. 4, e l'art. 9 della n.83/2000, e dall'art. 21 della legge 6 giugno 1974, n. 298, e contempla sanzioni amministrative, penali e disciplinari.

### Sanzioni penali
La magistratura può disporre l'arresto fino a un anno per interruzione di pubblico servizio per i dipendenti che non si presentano, e fino a quattro per i promotori di uno sciopero dichiarato illegale. Sono esclusi quanti risultano in malattia il giorno dello sciopero, o che hanno confermato la loro adesione con il preavviso previsto per legge.

### Sanzioni disciplinari
Le sanzioni disciplinari comprendono sanzioni pecuniarie e arrivano alla sospensione dal servizio.
L'adesione illecita allo sciopero non è giusta causa di licenziamento, neanche in caso di recidiva.
Il datore di lavoro può con propria iniziativa applicare le sanzioni previste dai codici interni e quanto previsto dal CCNL in materia di servizi minimi da garantire, e sospendere con propria iniziativa i lavoratori dal servizio, purché sia stata emessa in precedenza un'ordinanza di precettazione.
La Commissione di Garanzia può ordinare al datore di lavoro di sospendere dal servizio i lavoratori che illegalmente hanno aderito allo sciopero. In merito alle sanzioni pecuniarie, può decidere autonomamente.
Il datore non può stabilire unilateralmente le sanzioni disciplinari. Queste devono essere concordate con la controparte sindacale, e quindi derivare da atti che essa è tenuta ad approvare quali Contratti Collettivi e codici di autoregolamentazione, non da procedure aziendali.
L'applicazione è demandata un organo aziendale terzo e indipendente. L'indipendenza è garantita da un'identica quota di rappresentanze per datori di lavoro e dipendenti, ed eventualmente da una quota, anche maggioritaria, di decisori terzi.
Applicare sanzioni disciplinari in presenza di uno sciopero, non dichiarato illegittimo, è chiaramente condotta antisindacale.
Per il datore la sanzione pecuniaria è più economica della sospensione dal servizio, poiché comporta comunque un minore retribuzione, ma non l'astensione dal posto di lavoro. La sanzione, inoltre, potrebbe essere cumulabile con quelle comminate dalla Commissione di Vigilanza, risultando non proporzionale alla gravità dell'atto.

### Sanzioni amministrative
La legislazione prevede sanzioni pecuniarie a carico dei lavoratori, e dei sindacati che hanno indetto e/o aderito a scioperi oggetto di ordinanza di precettazione.
La n. 83 del 2000 dispone che sia la Commissione di Garanzia a deliberare le sanzioni, mentre in precedenza ammontare e destinatari erano decisi dal datore di lavoro, e la Commissione effettuava solamente una segnalazione.
La Corte Costituzionale, con sentenza n. 57 del 24 febbraio 1995, ha affermato che tutte le sanzioni nei confronti del sindacato sono deliberate dalla Commissione di Garanzia.
Entro 30 giorni dalla data dello sciopero precettato, la Commissione di Garanzia istituita dalla 146/1990 delibera le sanzioni e ne dà comunicazione al datore di lavoro che le applica come trattenuta alla fonte, decurtandole direttamente dalla busta paga del mese. La Commissione può ordinare al datore di lavoro di applicare anche le sanzioni disciplinare.
Nei confronti dei lavoratori, la Commissione dispone una multa per ogni "giorno di violazione" (art. 9, n. 83/2000) dell'ordinanza, nei limiti stabiliti dalla legge, elevati da 250 a 500 euro al giorno.
Nei confronti dei sindacati, la Commissione può disporre che il datore non paghi la trattenuta sindacale nel mese successivo e i relativi contributi sindacali all'INPS, per tutti i dipendenti iscritti alla RSU, aderenti o meno allo sciopero. I sindacati subiscono, oltre all'esclusione dai detti benefici patrimoniali per almeno un mese, l'esclusione dal tavolo delle trattative per almeno due mesi.

### Sanzioni per il datore di lavoro inadempiente
La Commissione di Garanzia a sua volta commina una multa al datore che disattende l'applicazione delle sanzioni pecuniarie e/o disciplinari deliberate.

## Impugnazione dei provvedimenti
Sindacati, lavoratori e datori di lavoro possono impugnare i provvedimenti della Commissione di Garanzia ex ante e ex post. Lavoratori, sindacati o datore di lavoro possono impugnare le delibere, chiedendo al TAR o al giudice del lavoro l'annullamento della sanzione, secondo il contraddittorio nell'applicazione delle sanzioni previsto dall'art. 7 dello Statuto dei Lavoratori.
Essendo la Commissione di Garanzia e Sciopero un'Autorità amministrativa indipendente, i suoi atti possono essere oggetto di ricorso davanti al Tribunale Amministrativo Regionale. Nel Diritto amministrativo, la non conformità di un atto alla legge determina automaticamente l'inefficacia di tutti gli atti successivi e precedenti l'atto impugnato, emessi dalle varie autorità in merito allo stesso procedimento: questi atti inefficaci includono gli atti sanzionatori. Ciò accade ad esempio per l'ordinanza di precettazione, o per le sanzioni pecuniarie o interdittive, quando vengono dichiarate inefficaci.
Il giudice ordinario esercita analogo potere nei confronti di tutti gli atti di soggetti privati, quali sindacato e datore di lavoro, incluse le sanzioni deliberate di propria iniziativa dal datore di lavoro, anche pubblico. Non sussiste a sostegno della competenza del TAR per il pubblico impiego, la motivazione per la quale le sanzioni rientrano nell'ambito dei rapporti di lavoro.
Il giudice del lavoro può essere adito per dimostrare l'inefficacia, la nullità in partenza della precettazione, e di conseguenza degli atti sanzionatori che a essa si riferiscono.

Il giudice del lavoro non decide in merito alle sanzioni, ma alla precettazione: perciò, non può modificare le sanzioni, ma solamente confermarle o annullarle. La sua competenza riguarda l'accertamento degli obblighi di informazione e contraddittorio e tutela del diritto di sciopero (artt. 7 e 9 dello Statuto dei Lavoratori). Il giudice del lavoro valuta, dunque, la conformità rispetto alle norme giuslavoristiche, della precettazione e di tutti gli atti procedurali che la precedono, a partire dalla trattativa diretta fra le parti sociali, a sola esclusione dell'erogazione delle sanzioni.
L'ordinanza di precettazione può essere annullata ex ante, prima della data dello sciopero, presentando ricorso al Tribunale Amministrativo Regionale. La n.83/2000 specifica che la precettazione non può interessare più del 30% dei lavoratori in servizio e più del 50% delle prestazioni erogate alla data dello sciopero. Se questi tetti massimi sono violati, la delibera è inefficace.
‘'Ex post'’, dopo la data dello sciopero, sindacati e lavoratori possono ottenere l'annullamento delle sanzioni comminate dalla Commissione di Garanzia.
La Corte di Cassazione, Sezioni Lavoro Unite, sentenza n. 12613 del 17/Dicembre 1998, ha chiarito il regolamento di giurisdizione, in merito alla impugnazione delle delibere della Commissione di Garanzia.
Il Tribunale Amministrativo Regionale ha competenza soltanto se la Pubblica Amministrazione è direttamente partecipe, anche se la Commissione di Garanzia è un organo della pubblica amministrazione e le delibere interessano temi di pubblica utilità. Nel caso specifico, il TAR compete se la Commissione di Garanzia, è direttamente parte in causa, ossia presenta, è citata in ricorso o si costituisce parte civile.
Il TAR ha competenza esclusiva in materia di rapporti di pubblico impiego. Tuttavia, la sanzione non è comminata né può essere prevista da codici di autodisciplina, adottati in azienda, ed è estranea al normale rapporto di lavoro. La valutazione di legittimità può essere effettuata da un giudice ordinario..
Se il sindacato e/o il lavoratore ricorrono contro il datore di lavoro, che materialmente applica la trattenuta, o viceversa, essendo in presenza di una contesa fra soggetti privati, ha competenza il pretore del lavoro.
al pari di lavoratori e sindacati, il datore può prendere parte sia a ricorsi al TAR che presso il giudice del lavoro. Può avere intenzione di ricorrere al TAR contro la Commissione di Garanzia, per esempio se ritiene illegittime o sproporzionate le sanzioni, primaché sindacati e lavoratori ricorrano contro chi le ha applicate, e la Commissione può citare il datore se per esempio ritiene l'applicazione delle delibere parziale o tardiva.
Le delibere della Commissione di Garanzia sono impugnabili davanti al TAR o al pretore del lavoro, che possono dichiararle illegittime e disapplicarne le sanzioni. In seconda istanza, sono impugnabili presso il Consiglio di Stato, o la Corte di cassazione, rispettivamente se avevano competenza il TAR o il pretore del lavoro.

## Casi controversi di precettazione
- L'11 dicembre 2007 Il ministro dei trasporti Alessandro Bianchi ha precettato gli autotrasportatori[8][9] in sciopero da alcuni giorni, imponendo la rimozione dei blocchi stradali presenti sul territorio in base al principio di pregiudizio grave e imminente ai diritti della persona. Tale decisione è stata in ogni caso contestata dalla categoria in agitazione per mancanza di base legale[10] e ha avuto una durata minima visto il termine dell'agitazione stessa.
- Nel 2015 gli scioperi dei trasporti indetti da Cub trasporti per il 15 maggio e l'11 giugno e che coinvolgevano i lavoratori ATM (Milano), appunto a Milano, sono stati entrambi precettati dalla prefettura di Milano, in particolare dal prefetto Francesco Paolo Tronca, per evitare disagi alla manifestazione universale Expo 2015 in corso in quei mesi nella città.[11].
- Nel 2023 il ministro dei trasporti Matteo Salvini ha precettato lo sciopero di treni e aeroporti.[12] Durante il mese di Novembre dello stesso anno, il ministro firma un'altra lettera di precettazione[13]. Nel mese di maggio del 2024 lo stesso precetta lo sciopero del personale di Ferrovie dello Stato, decisione “maturata soprattutto in vista dell’importante weekend per gli appassionati di Formula 1, in quanto coincide con la manifestazione sportiva Gran Premio del Made in Italy e dell’Emilia-Romagna all’Autodromo di Imola”.[14][15] Secondo Maurizio Del Conte, docente di Diritto del lavoro all’Università Bocconi di Milano il ministro ha compiuto un salto giuridico, che non è proporzionato ed è suscettibile di un ricorso al Tar.[16]

## In Grecia
Nel 2013 il governo greco ha precettato i lavoratori della metropolitana di Atene, e successivamente i marittimi in sciopero .